# Antonio Ronzon
Antonio Ronzon (Vigo di Cadore, 23 marzo 1848 – Lodi, 23 gennaio 1905) è stato un letterato e storico italiano.

## Biografia
Nato in una famiglia di artigiani di Vigo di Cadore, fu ben presto avviato verso la vita sacerdotale. Studiò nel Seminario e Liceo Vescovile di Belluno, tuttavia nel 1870 in seguito ad una crisi spirituale abbandonò il seminario. Conseguì a Padova, nel luglio del 1876 una laurea in lettere e filosofia, proseguendo in seguito gli studi in storia con l'allora celebre docente Giuseppe De Leva.
Fu nominato professore di Ginnasio il 1º ottobre 1878 a Lodi dove insegnò fino al 1883. Lo stesso anno sposò Lucia Arosio. Fu nominato, successivamente, professore di filosofia a Caltanissetta, di lettere italiane ad Arpino, ritornando poi al Liceo Pietro Verri di Lodi ove fu preside per molti anni.
Il Ronzon deve la sua fama in particolare alle innumerevoli pubblicazioni dei suoi studi storici sul Cadore. Costante nel suo lavoro storico è stato il suo idealismo patriottico che seppe però unire ad umile e rigorosa ricerca, sempre impregnata di una equilibrata e riflessiva obiettività perfettamente in linea con lo spirito positivista della fine dell'Ottocento, rendendo in tal modo i suoi scritti sorprendentemente moderni, se non ancora, in alcuni tratti, attuali.
Il più alto riconoscimento della sua opera gli fu concesso dalla Regina Margherita in vacanza a Perarolo. Ricevette il professore senza formalità il 2 settembre 1881 dicendogli: « sono stati i suoi libri ad invogliarmi a venire in Cadore ».
I giornali Il Tempo di Venezia, Il pungolo della domenica di Milano, L'illustrazione Italiana, Il Fanfulla da Lodi, ed il Corriere dell'Adda accolsero i suoi scritti storici e narrativi.
Nel 1885 il Corriere della Sera pubblica due suoi articoli, Cadore e Ancora Cadore, che sono degni d'essere ricordati,
in quanto con essi propugna lo sviluppo turistico della regione e ne segnala il progresso avvenuto nel ventennio della liberazione straniera.
Il Ronzon ottenne un ulteriore riconoscimento da parte del poeta Giosuè Carducci ed infatti nella pubblicazione dell'ode «Cadore» ringrazia ufficialmente e prima d'ogni altro il Ronzon, menzionandone i suoi libri.
Tra i suoi alunni possiamo ricordare Antonio Fradeletto, Senatore e Ministro delle Terre liberate dal Nemico del Regno d'Italia nel Governo Orlando che scriverà di lui: « chi fu suo allievo sente di dovere anche al suo insegnamento quella fiamma di italianità che le vicende della vita non intiepidirono mai ».
Nel 1892 fondò la Biblioteca Storica Cadorina di Vigo di Cadore e successivamente, nel 1899, ottenne la nomina ad Ufficiale dell'Ordine della Corona d'Italia.

## Opere principali

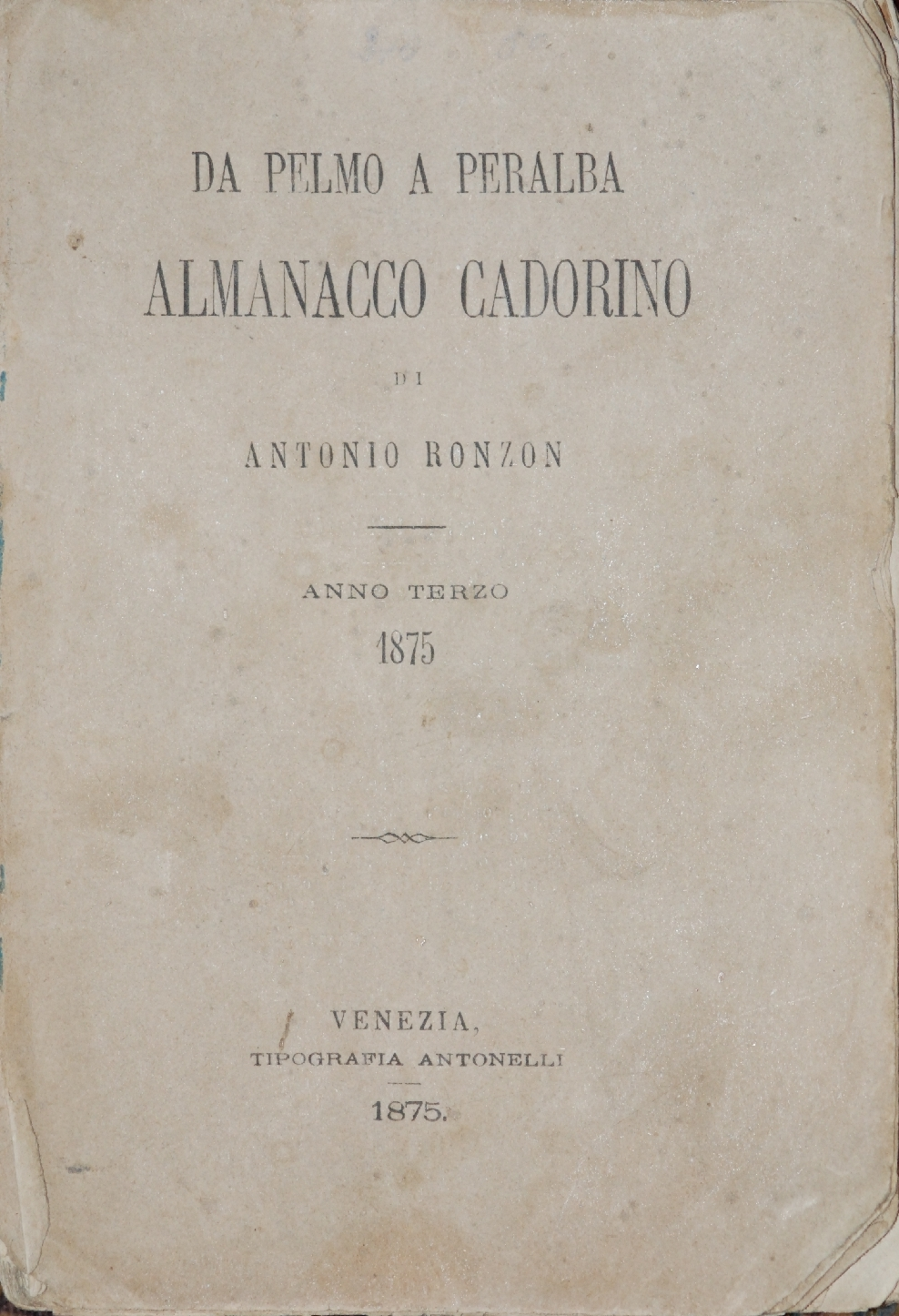
Copertina dell'Almanacco cadorino 'Da Pelmo a Peralba' di Antonio Ronzon, 1875

- 1873–1877: "Gli almanacchi cadorini: Da Pelmo a Peralba", cinque volumi che formano complessivamente 918 pagine.
- 1875: "Il saggio Calvi e i cadorini"
- 1877: "Cadore descritto"
- 1881: "Rindemera scene del 1848 in Cadore"
- 1882: "La regina Margherita in Cadore". Fu proprio quest'opera, diffusa largamente in tutta la penisola a farlo conoscere oltre i ristretti confini regionali.
- 1898 – 1903: "L'Archivio storico cadorino", periodico mensile pubblicato per sei anni. Fu senza alcun dubbio il capolavoro che coronò la sua attività di storico.